# Dolgarrog
Dolgarrog (450 ab. ca.) è un villaggio con status di community del Galles nord-occidentale, facente parte del distretto unitario di Conwy e situato lungo il corso del fiume Conwy

## Etimologia
Il toponimo Dolgarrog deriva dal nome di una figura mitologica, il drago Y Carrog, che, secondo la leggenda, minaccerebbe il bestiame che si trova a pascolare nei pressi del villaggio.

## Geografia fisica

### Collocazione
Dolgarrog si trova nella parte nord-occidentale del distretto di Conwy, tra le località di Rowen e Llanrwst (rispettivamente a sud della prima e a nord della seconda), a circa 12 km a sud della città di Conwy

## Società

### Evoluzione demografica
Al censimento del 2011, Dolgarrog contava una popolazione pari a 444 abitanti, di cui 218 erano donne e 226 erano uomini.

## Storia
Gli insediamenti umani nella zona in cui sorge il villaggio risalgono almeno a 1.200 anni prima di Cristo.

### Il disastro di Dolgarrog
Nel novembre del 1925, il villaggio fu investito da un'inondazione, causata dalla rottura di due dighe, che causò la morte di 16 persone.

## Edifici e luoghi d'intereesse
Tra i luoghi d'interesse di Dolgarrog, figura un parco acquatico realizzato nel 2015.